# Сапиум
Сапиум (лат. Sapium) — род деревянистых растений семейства Молочайные (Euphorbiaceae), распространённый в Неотропике.

## Ботаническое описание
Однодомные или двудомные деревья или кустарники с белым, часто вязким млечным соком, без опушения. Листья от цельнокрайных до зубчатых; черешки обычно с двумя желёзками; прилистники яйцевидные, остающиеся.
Цветки собраны в конечные и пазушные, колосовидные кисти из (2)5—10(15) тычиночных цветков и немногочисленных пестичных цветков у основания; прицветники с двумя желёзками. Тычиночные цветки большей частью сидячие; чашелистиков 2, сросшиеся; тычинок 2, свободные или сросшиеся в основании; пыльники прикреплены основанием, экстрорзные, продольно вскрывающиеся. Пестичные цветки сидячие или почти сидячие; чашелистиков 2 или 3, в основании сросшиеся; завязь (1)2—3-гнёздная, без придатка; семязачатки анатропные; стилодии в основании сросшиеся, без лопастей. Плоды коробочковидные. Семена шаровидные, с красным присемянником. Хромосомы 2n = 22, 44.

## Виды
Род включает около 25 видов:
- Sapium adenodon Griseb.
- Sapium allenii Huft
- Sapium appendiculatum (Müll.Arg.) Pax & K.Hoffm.
- Sapium argutum (Müll.Arg.) Huber
- Sapium ciliatum Hemsl.
- Sapium contortum Croizat
- Sapium cuneatum Griseb.
- Sapium daphnoides Griseb.
- Sapium glandulosum (L.) Morong
- Sapium haematospermum Müll.Arg.
- Sapium haitiense Urb.
- Sapium jenmannii Hemsl.
- Sapium lateriflorum Hemsl.
- Sapium laurifolium (A.Rich.) Griseb.
- Sapium laurocerasus Desf.
- Sapium leucogynum C.Wright ex Griseb.
- Sapium macrocarpum Müll.Arg.
- Sapium marmieri Huber
- Sapium obovatum Klotzsch ex Müll.Arg.
- Sapium pachystachys K.Schum. & Pittier
- Sapium pallidum (Müll.Arg.) Huber
- Sapium parvifolium Alain
- Sapium paucinervium Hemsl.
- Sapium rigidifolium Huft
- Sapium sceleratum Ridl.
- Sapium sellowianum (Müll.Arg.) Klotzsch ex Baill.
- Sapium stylare Müll.Arg.

Часть видов выделены или перенесены в роды Anomostachys, Balakata, Conosapium, Dendrothrix, Excoecaria, Gymnanthes, Microstachys, Neoshirakia, Pleradenophora, Sclerocroton, Sebastiania, Shirakiopsis, Stillingia, Triadica (включая сальное дерево).